# Tabor ujodit v niebo
Tabor ujodit v niebo (rus: Табор уходит в небо, lit. "El campament gitano va al cel"") és una pel·lícula de drama romàntic soviètica del 1975 dirigida per Emil Loteanu, basada en les històries breus Makar Chudra i Stària Izergil de Maksim Gorki. Ambientada a principis del segle XX a Àustria-Hongria, la pel·lícula narra una història d'amor entre la gitana Rada i el lladre de cavalls Zobar de la narració de Gorki de principis de 1892, Makar Chudra (rus: Макар Чудра).
Va ser la líder de la taquilla soviètica el 1976, amb 64.9 milions d'entrades venudes.

## Argument
La pel·lícula té lloc a principis del segle XX en un campament gitano al riu Tisza a la regió de Transcarpàcia a la perifèria de l'Imperi Austrohongarès.
Dos joves orgullosos gitanos Loiko (Grigore Grigoriu) i Rada (Svetlana Toma) s'enamoren, però creuen que la vida familiar són una bola i una cadena que els treurien la seva independència. La primera vegada que Loiko es troba amb Rada és quan torna ferit i ella el troba i el cura. Aleshores el lladre de cavalls i la bella es retroben quan Loiko acompanya Butxa (Borislav Brondukov) del campament gitano de Rada i entra al mateix campament, que està dirigit per l'ancià Nur (Mikhail Xixkov).
Antol Siladi, un noble propietari local de mitjana edat (Ion Sandri Scurea) també s'enamora de Rada, a qui coneix durant les seves passejades per la ciutat, però ella el rebutja en vista del seu campament i el desafortunat cavaller amorós maleeix la jove gitana. L'atrevit i afortunat lladre de cavalls Loiko roba amb èxit una euga blanca com desitja Rada. Tot i això, incorre en la ira de les autoritats, que preparen un raid al seu campament, i l'orgullosa i bella germana de Loiko, Rusalina (Nelli Volxaninova) fa intents de resistència. El pare de Loiko finalment entrega el fill als gendarmes, qui van enviar al seu amic Talimon (Pavel Andreitxenko) poc abans al mestre Balint (Vasil Simtxitx) amb l'objectiu de cobrar deutes. Malauradament, Balint diu que Loiko va prometre venir a la finca tal com s'entenia anteriorment, i el seu criat apunyala el gitano amb forquilles als estables.
Mentrestant, les autoritats locals condemnen Loiko a mort, però tot i així, Loiko aconsegueix escapar de la seva pena, tot i que acaba perdent al seu amic Bubulia (Sergiu Finiti) que l'ajuda. El lladre de cavalls s'acosta al campament gitano de Rada i li presenta l'euga gitana. Rada es diverteix amb Loiko a la vora del riu i després passa la nit amb ell durant la qual li ofereix suc de raïm.
Al final de la pel·lícula Loiko, malgrat les tenebroses prediccions del vell curador gitano arriba acompanyat del seu vell amic Aralambi (Nikolai Volxaninov) al campament de Rada i demana al seu amic ferrer Makar Txoudhra (Barasbi Mulàiev) que sigui el seu padrí a les noces. [creu que passarà]. Després, es dirigeix cap a Rada i té una conversa on ella dubta de la seva força mental al·legant que fins ara ha domat només els cavalls. Ell ho admet (no li molesta) i manté un discurs on diu que es posaria de genolls davant seu i li besaria la mà. Rada l'humilia colpejant-li les cames perquè caigui. Loiko s'aixeca i demana la mà, en lloc de posar-se de genolls primer. Ella demana que compleixi la seva afirmació que es posaria de genolls i li besaria la mà. Però es nega a fer-ho i torna a exigir-li la mà. I, de nou, es nega, així que dibuixa un ganivet i li posa al pit, matant-la. El pare de Rada, el vell soldat Danilo (Vsevolod Gavrilov) que estava present en l'assassinat de la seva filla, colpeja Loiko a l'esquena, matant-lo mentre Loiko sosté Rada.

## Repartiment
- Svetlana Toma - Rada
- Grigore Grigoriu - Loiko Sobar
- Barasbi Mulayev - Makar Tschudra
- Mikhail Shishkov - Nur
- Boryslav Brondukov - Bucha
- Vsevolod Gavrilov - Danilo
- Ion Sandri Scurea - Antol Siladi
- Nelli Volshaninova - Rusalina
- Pavel Andrejchenko - Talimon
- Vasyl Symchych - Balint
- Sergiu Finiti - Bubulia
- Nikolai Volshaninov - Aralambi
- Lyalya Chyornaya - Anciana gitana

## Producció
La pel·lícula capta hàbilment música i ball. Cançons que anteriorment es van cantar a la dècada de 1930 van ser escollides pel compositor Eugene Doga i cantades de nou per intèrprets de teatre gitanos del Teatre Romen. Els cameos gitanos a la pel·lícula van ser interpretats per actors d'aquest teatre i de l'estudi de cinema de Moldàvia, i el paper de l'alcalde i la seva comitiva: els actors dels Lietuvos kino studija perquè els episodis es van rodar a les ciutat de Vílnius i Kaunas, ja que l'antiga arquitectura d'aquestes ciutats és de vegades molt similar a les ciutats de Bessaràbia.

## Premis
Va guanyar la Conquilla d'Or a la millor pel·lícula al Festival Internacional de Cinema de Sant Sebastià 1976.